# 37-я гвардейская стрелковая дивизия
37-я гвардейская стрелковая Речицкая дважды Краснознамённая орденов Суворова, Кутузова и Богдана Хмельницкого дивизия — гвардейское формирование (соединение, стрелковая дивизия) РККА ВС СССР, в Великой Отечественной войне.
Сокращённое наименование — 37 гв. сд.

## История
37-я гвардейская стрелковая дивизия была сформирована распоряжением заместителя НКО СССР № opг/2/786742 от 2 августа 1942 года по штатам № 04/314, на базе управления и части личного состава 1-го воздушно-десантного корпуса в Люберцах с 2 по 6 августа 1942 года, сразу получив почётное звание — Гвардейская. 1-я воздушно-десантная бригада была преобразована в 109-й гвардейский стрелковый полк, 204-я воздушно-десантная бригада была преобразована в 114-й гвардейский стрелковый полк, 211-я воздушно-десантная бригада была преобразована в 118-й гвардейский стрелковый полк. 86-й гвардейский артиллерийский полк был сформирован в городе Коломна из 229-го гаубичного артиллерийского полка.
В составе Действующей армии в периоды:
- с 16.08 по 27.12.1942;
- с 15.02.1943 по 09.05.1945.

### Сталинградская битва
В ночь на 14 августа 1942 года дивизия разгрузилась на станции Иловля, с задачей занять оборонительные позиции в малой излучине Дона в районе станицы Трёхостровской и хуторов Хлебный и Зимовейский, однако закрепиться не успела, отошла непосредственно к правому берегу реки и держала оборону там, сорвав попытки врага с ходу форсировать Дон. 17 августа отошла за Дон под сильным обстрелом, вернее за Дон и на остров Быстрые Протоки на реке. Держала там оборону вплоть до 16 сентября, предприняла наступление с форсированием реки, закрепилась на небольшом плацдарме.

28 сентября 1942 года потрёпанная в боях стрелковая дивизия (сд) передала оборону 24-й стрелковой дивизии и 22-й стрелковой бригаде, маршем выступила в Сталинград, переправилась через Волгу в сорока километрах севернее Сталинграда, в районе села Дубовки, а затем прибыла в хутор Цыганская Заря, в нескольких километрах восточнее Сталинграда. В ночь на 02.10.1942 года первые части дивизии переправились обратно на правый берег Волги в Сталинград, вышли к реке Мокрая Мечетка, и с ходу вступили в бои. О напряжённости боёв, которые вела дивизия, свидетельствует следующий факт из воспоминаний хирурга дивизии М. Ф. Гулякина:
«Начиная с 3-го и особенно с 4 октября поток раненых резко увеличился, и о тех пор он редко был меньше двухсот человек в сутки. Чаще же число наших пациентов приближалось к трёмстам, а в период боев с 10 по 15 октября и в начале ноября доходило до четырёхсот и более человек». 
Так, уже остатки дивизии к вечеру 14 октября 1942 года были полуокружены в цехах Сталинградского тракторного завода.

Памятная доска, размещённая на колоннаде главного входа Волгоградского тракторного завода.

В середине ноября 1942 года дивизия официально передала свою полосу обороны другому соединению и была выведена на левый берег Волги, оставив в Сталинграде лишь сводный отряд на базе 118-го гвардейского полка (переданного в состав 138-й стрелковой дивизии), а через несколько дней и сводный отряд из-за больших потерь был выведен из боя. Другими словами, дивизия в боях в районе Сталинградского тракторного завода погибла практически полностью, остатки соединения были сведены в отряд, который тоже почти полностью был уничтожен. Потери дивизии составили 95 % от личного состава.
Согласно директиве Ставки ВГК командующему войсками Сталинградского фронта о выводе соединений в резерв ВГК от 22 декабря 1942 года, НКО приказал к 27 декабря вывести дивизию из состава Сталинградского фронта в резерв СВГК. Дивизия по плану должна была быть погружена на станции Заплавная с 18.00 25 декабря и воинским поездом направлена в Балашов, однако отбыла только 31 декабря.

### Дальнейший боевой путь
13 февраля 1943 года поднята по тревоге, и поездами отбыла через Борисоглебск, Грязи, 15 февраля разгрузилась в Ельце, затем совершила тяжёлый марш в направлении на Ливны. Дивизии, прибывавшие в тот момент на северный фас Курской дуги, практически все столкнулись с тяжёлым маршем, в весьма плохих природных условиях, при отсутствии надлежащего (или при полном отсутствии) продовольствия, мест для отдыха и т. п.. После прибытия в Ливны дивизия выступила в новый марш через Золотухино, Фатеж, Дмитриев-Льговский, Михайловка, прибыла в место сосредоточения 24 февраля (общая длина марша составила 283 километра). 26 февраля втянулась в наступательные бои, из района Андросово, Хлынино, Зорино наносила удар по противнику в направлении: Веретенино, Сбородное, Каменец, Расторог и далее на Гладкое, Карпеевский. Наступательные бои, продолжавшиеся в течение марта 1943 года, оказались малоуспешными. 23 апреля 1943 года дивизия выведена в резерв в район деревень Лубошево, Гавриловка, Красная Поляна, Петровский, Простой, Черневка, Студенокский, Кошкино, Круглый.
В конце мая 1943 года формирование заняло оборонительные рубежи в районе деревни Лубошево Дмитриевского района Курской области. В оборонительной части Курской битвы дивизия не участвовала, поскольку не находилась в полосе главного удара. Перешла в наступление с занимаемых позиций только 7 августа 1943 года, прорывает оборону противника и ведёт бои за Дмитровск-Орловский, приняла участие в его освобождении, потеряв только за 5 дней боёв 512 человек убитыми и 1996 человек раненными, затем переброшена в район Севска, прибыла 14 августа, затем наступала по маршруту Середина-Буда, Ямполь, Шостка. 8 сентября дивизия достигла Десны, в двух — трёх километрах ниже Новгород-Северского, 12 сентября форсировала её, вела бои за плацдарм, затем наступала в направлении Лоева, форсировала Сож, а затем, в середине октября 1943 — Днепр, в течение октября-ноября 1943 ведёт бои на плацдарме и в окрестностях Лоева, затем приняла участие в Гомельско-Речицкой операции, отличилась при освобождении Речицы, достигла рубежа Озаричи, Паричи в выступе в полесских болотах в сторону Бобруйска. В конце декабря 1943 отведена в резерв, затем участвует в январской Калинковичско-Мозырской операции, 20 января 1944 года приняла участие в освобождении Озаричей.
За активные боевые действия, способствовавшие освобождению г. Речица, дивизия была удостоена почетного наименования «Речицкая» (18.11.1943), а Указом Президиума Верховного Совета СССР от 15.1.1944 она была награждена орденом Суворова 2-й степени.
С 23 июня 1944 года в наступлении в ходе Бобруйской операции, наступала южнее Бобруйска на Осиповичи, 27 июня достигла Осиповичей, участвуя в закреплении окружения вокруг бобруйской группировки врага, продолжила наступление по направлению к западной границе СССР, в ходе наступления участвует в освобождении Барановичей (8.07.1944), Слонима (10.07.1944), Черемхи (20.07.1944).
5 сентября 1944 года передовые подразделения дивизии форсировали реку Нарев, захватили плацдарм в районе Пултуска, дивизия вела бои на плацдарме вплоть до января 1945 года. Особенно тяжёлыми были бои в сентябре и октябре 1944 года, которые дивизия вела в том числе и с дивизией СС «Викинг».
13 января 1945 года перешла в наступление с плацдарма, к концу января с боями достигла Грауденца, вела тяжелейшие бои, осаждая город. 16 февраля вновь предприняла наступление на город, за двое суток удалось преодолеть всю полевую систему вражеских укреплений вокруг города, дивизия значительно продвинулась вперёд и овладела рядом населённых пунктов. В ночь на 18 февраля воины соединения несколько раз врывались в город, но, встречая сильное сопротивление врага, отходили к окраинам. Стянув на себя силы врага, обеспечила взятие города частями 142-й стрелковой дивизии.
С начала марта 1945 года, на заключительном этапе Восточно-Померанской операции, возвращена в свою армию, прошла за несколько дней с боями около 150 километров, наступает на Данциг.
После освобождения Данцига 28 марта 1945 года дивизия была переброшена на запад для участия в Берлинской операции, в ходе неё форсировала Одер, ведёт бои под Штеттином, закончила войну в Ростоке.
Дивизия за время войны прошла с боями 2800 километров, форсировав при этом 39 речных преград, освободила 50 городов и более 1500 других населённых пунктов; уничтожила и пленила около 60 тысяч солдат и офицеров противника. Шесть тысяч воинов дивизии награждены боевыми орденами и медалями, двадцати — присвоено звание Героя Советского Союза.
Дивизия является одним из четырёх соединений РККА, удостоенных высшей степени ордена Кутузова.

## Состав
- управление
- 109-й гвардейский стрелковый полк
- 114-й гвардейский стрелковый полк
- 118-й гвардейский стрелковый полк
- 86-й гвардейский артиллерийский полк
- 42-й отдельный гвардейский истребительно-противотанковый дивизион
- 50-я гвардейская зенитная батарея (до 15.04.1943)
- 40-я отдельная гвардейская разведывательная рота
- 39-й отдельный гвардейский сапёрный батальон
- 53-й отдельный гвардейский батальон связи (до 25.11.1944 — 53-я гвардейская рота связи)
- 505-й (38-й) медико-санитарный батальон
- 40-я отдельная гвардейская рота химической защиты
- 594-я (35-я) автотранспортная рота[3]
- 627-я (41-я) полевая хлебопекарня
- 629-й (36-й) дивизионный ветеринарный лазарет
- 2150-я полевая почтовая станция
- 339-я полевая касса Госбанка[2]

- Управление дивизии (1 ПРП-4)
- 38-й гвардейский танковый Гданьский полк (Полоцк) (67 Т-72, 8 БМП-2, 2 БРМ-1К, 2 БТР-70)
- 252-й танковый Минско-Гданьский Краснознамённый, ордена Суворова полк (Полоцк) (65 Т-72, 8 БМП-2, 2 БРМ-1К, 3 БТР-70)
- 263-й гвардейский танковый Краснознамённый, ордена Суворова полк (Полоцк) (67 Т-72, 8 БМП-2, 2 БРМ-1К, 2 БТР-70)
- 298-й гвардейский мотострелковый Краснознамённый, ордена Суворова полк (Боровуха-2) (24 Т-72, 4 БМП-2, 2 БРМ-1К, 6 БТР-70)
- 854-й гвардейский самоходно-артиллерийский Штеттинский Краснознамённый, ордена Суворова полк (Полоцк) (12 БМ-21 «Град»)
- 740-й зенитный ракетный полк (Полоцк)
- 53-й отдельный разведывательный батальон (Полоцк) (10 БМП-2, 7 БРМ-1К, 10 БТР-70)
- 53-й отдельный батальон связи (Боровуха-2)
- 359-й отдельный инженерно-сапёрный батальон (Полоцк)
- 1020-й отдельный батальон материального обеспечения
- 107-й отдельный ремонтно-восстановительный батальон

Итого: 224 танка Т-72, 52 БМП (38 БМП-2, 15 БРМ-1К), 24 БТР-70, 3 САУ 2С1, 12 РСЗО «Град»

## Подчинение
| Дата            | Фронт (округ)             | Армия              | Корпус (группа)         | Примечания |
| --------------- | ------------------------- | ------------------ | ----------------------- | ---------- |
| 01.08.1942 года | Московский военный округ  | -                  | -                       | -          |
| 01.09.1942 года | Сталинградский фронт      | 4-я танковая армия | -                       | -          |
| 01.10.1942 года | Сталинградский фронт      | 62-я армия         | -                       | -          |
| 01.11.1942 года | Сталинградский фронт      | 62-я армия         | -                       | -          |
| 01.12.1942 года | Сталинградский фронт      | 62-я армия         | -                       | -          |
| 01.01.1943 года | Приволжский военный округ | -                  | -                       | -          |
| 01.02.1943 года | Приволжский военный округ | -                  | -                       | -          |
| 01.03.1943 года | Центральный фронт         | 65-я армия         | -                       | -          |
| 01.04.1943 года | Центральный фронт         | 65-я армия         | -                       | -          |
| 01.05.1943 года | Центральный фронт         | 65-я армия         | -                       | -          |
| 01.06.1943 года | Центральный фронт         | 65-я армия         | -                       | -          |
| 01.07.1943 года | Центральный фронт         | 65-я армия         | -                       | -          |
| 01.08.1943 года | Центральный фронт         | 65-я армия         | -                       | -          |
| 01.09.1943 года | Центральный фронт         | 65-я армия         | 18-й стрелковый корпус  | -          |
| 01.10.1943 года | Центральный фронт         | 65-я армия         | 19-й стрелковый корпус  | -          |
| 01.11.1943 года | Белорусский фронт         | 65-я армия         | 19-й стрелковый корпус  | -          |
| 01.12.1943 года | Белорусский фронт         | 65-я армия         | 19-й стрелковый корпус  | -          |
| 01.01.1944 года | Белорусский фронт         | 65-я армия         | 95-й стрелковый корпус  | -          |
| 01.02.1944 года | Белорусский фронт         | 65-я армия         | 18-й стрелковый корпус  | -          |
| 01.03.1944 года | 1-й Белорусский фронт     | 65-я армия         | 95-й стрелковый корпус  | -          |
| 01.04.1944 года | 1-й Белорусский фронт     | 65-я армия         | 95-й стрелковый корпус  | -          |
| 01.05.1944 года | 1-й Белорусский фронт     | 65-я армия         | 105-й стрелковый корпус | -          |
| 01.06.1944 года | 1-й Белорусский фронт     | 65-я армия         | 105-й стрелковый корпус | -          |
| 01.07.1944 года | 1-й Белорусский фронт     | 65-я армия         | 18-й стрелковый корпус  | -          |
| 01.08.1944 года | 1-й Белорусский фронт     | 65-я армия         | 18-й стрелковый корпус  | -          |
| 01.09.1944 года | 1-й Белорусский фронт     | 65-я армия         | 18-й стрелковый корпус  | -          |
| 01.10.1944 года | 1-й Белорусский фронт     | 65-я армия         | 18-й стрелковый корпус  | -          |
| 01.11.1944 года | 1-й Белорусский фронт     | 65-я армия         | 18-й стрелковый корпус  | -          |
| 01.12.1944 года | 2-й Белорусский фронт     | 65-я армия         | 18-й стрелковый корпус  | -          |
| 01.01.1945 года | 2-й Белорусский фронт     | 65-я армия         | 18-й стрелковый корпус  | -          |
| 01.02.1945 года | 2-й Белорусский фронт     | 65-я армия         | 18-й стрелковый корпус  | -          |
| 01.03.1945 года | 2-й Белорусский фронт     | 2-я ударная армия  | -                       | -          |
| 01.04.1945 года | 2-й Белорусский фронт     | 65-я армия         | 18-й стрелковый корпус  | -          |
| 01.05.1945 года | 2-й Белорусский фронт     | 65-я армия         | 18-й стрелковый корпус  | -          |

## Командиры
- Жолудев, Виктор Григорьевич (с 06.08.1942 по 08.04.1943), гвардии генерал-майор;
- Вишневский, Тимофей Наумович (с 09.04.1943 по 07.06.1943), гвардии полковник;
- Ушаков, Евгений Григорьевич (с 08.06.1943 по 29.04.1944), гвардии полковник, с 25.09.1943 гвардии генерал-майор;
- Брушко, Иван Кузьмич (ноябрь 1943), гвардии полковник;
- Санковский, Иосиф Иустинович (ноябрь 1943), гвардии генерал-майор;
- Морозов, Василий Лаврентьевич (с 30.04.1944 по 15.11.1944), гвардии полковник, с 2.11.1944 гвардии генерал-майор;
- Рахимов Сабир Умар-Оглы, (с 16.11.1944 по 26.03.1945), гвардии генерал-майор (погиб 26.03.1945 под Данцигом от прямого попадания мины на командный пункт дивизии);
- Оноприенко, Николай Николаевич (с 28.03.1945 по 29.03.1945), гвардии полковник;
- Гребенник, Кузьма Евдокимович (с 30.03.1945 по 11.1945), гвардии генерал-майор[5][6]
- Евсюков, Владимир Иосифович (с 12.11.1957 по 27.07.1960), гвардии полковник, с 07.05.1960 гвардии генерал-майор;

## Награды дивизии
| Награда (наименование)                | Дата награждения                                               | За что награждена |
| ------------------------------------- | -------------------------------------------------------------- | --- |
| Почётное звание «Гвардейская»         | Приказ Народного комиссара обороны СССР от 2 августа 1942 года | присвоено при формировании |
| Почётное наименование «Речицкая»      | Приказ Верховного Главнокомандующего от 18 ноября 1943 года    | в ознаменование одержанной победы и отличие в боях за освобождение города Речица (крупного узла коммуникаций и важного опорного пункта обороны немцев на правом берегу среднего течения Днепра)             |
| Орден Красного Знамени                | Указ Президиума Верховного Совета СССР от 28 апреля 1943 года  | за образцовое выполнение боевых заданий командования на фронте борьбы с немецкими захватчиками (в боях за Сталинград) и проявленные при этом доблесть и мужество                                            |
| Орден Красного Знамени                | Указ Президиума Верховного Совета СССР от 2 июля 1944 года     | за образцовое выполнение заданий командования в боях с немецкими захватчиками при прорыве сильно укрепленной обороны немцев, прикрывающей Бобруйское направление и проявленные при этом доблесть и мужество |
| Орден Кутузова I степени              | Указ Президиума Верховного Совета СССР от 27 июля 1944 года    | за образцовое выполнение заданий командования в боях с немецкими захватчиками, за овладение городом Барановичи и проявленные при этом доблесть и мужество                                                   |
| Орден Суворова II степени             | Указ Президиума Верховного Совета СССР от 15 января 1944 года  | за образцовое выполнение боевых заданий командования на фронте борьбы с немецкими захватчиками (в боях у городов Мозырь и Калинковичи) и проявленные при этом доблесть и мужество                           |
| Орден Богдана Хмельницкого II степени | Указ Президиума Верховного Совета СССР от 4 июня 1945 года     | за образцовое выполнение заданий командования в боях с немецкими захватчиками при овладении городами Эггезин, Торгелов, Позевальк, Штрасбург, Темплин и проявленные при этом доблесть и мужество            |

Награды частей дивизии:
- 109-й гвардейский стрелковый Гданьский[11] ордена Суворова[12] полк
- 114-й гвардейский стрелковый Краснознаменный[12] ордена Суворова[13] полк
- 118-й гвардейский стрелковый Краснознамённый[13] ордена Суворова[14] полк
- 86-й гвардейский артиллерийский орденов Суворова[14] и Кутузова[13] полк
- 42-й отдельный гвардейский истребительно-противотанковый Штеттинский[15] ордена Кутузова[13] дивизион
- 39-й отдельный гвардейский сапёрный Штеттинский[15] ордена Красной Звезды[13] батальон
- 53-й отдельный гвардейский Штеттинский[15] ордена Александра Невского[13] батальон связи

## Отличившиеся воины дивизии
| Награда | Ф. И. О.                         | Должность                                                             | Звание                    | Дата награждения | Примечания                        |
| ------- | -------------------------------- | --------------------------------------------------------------------- | ------------------------- | ---------------- | --------------------------------- |
|         | Банцекин, Василий Николаевич     | телефонист 109-го гвардейского стрелкового полка                      | гвардии красноармеец      | 15.01.1944       | пропал без вести в ноябре 1943    |
|         | Владимиров, Владимир Фёдорович   | командир роты 118-го гвардейского стрелкового полка                   | гвардии лейтенант         | 15.01.1944       | посмертно                         |
|         | Вологин, Александр Дмитриевич    | пулемётчик 118-го гвардейского стрелкового полка                      | гвардии младший сержант   | 15.01.1944       |                                   |
|         | Вычужанин, Николай Алексеевич    | командир пулемётного взвода 118-го гвардейского стрелкового полка     | гвардии младший лейтенант | 15.01.1944       |                                   |
|         | Гребенник, Кузьма Евдокимович    | командир дивизии                                                      | гвардии генерал-майор     | 29.05.1945       |                                   |
|         | Левин, Григорий Михайлович       | командир 109-го гвардейского стрелкового полка                        | гвардии полковник         | 29.06.1945       |                                   |
|         | Миниахметов, Нурлы Миниахметович | командир отделения 39-го гвардейского отдельного сапёрного батальона  | гвардии младший сержант   | 15.01.1944       |                                   |
|         | Мирошник, Николай Владимирович   | стрелок                                                               | гвардии ефрейтор          |                  | посмертно, закрыл телом амбразуру |
|         | Мокроусов, Иван Тимофеевич       | автоматчик роты автоматчиков 114-го гвардейского стрелкового полка    | гвардии красноармеец      | 15.01.1944       |                                   |
|         | Мячин, Василий Дмитриевич        | командир батальона 114-го гвардейского стрелкового полка              | гвардии майор             | 29.06.1945       |                                   |
|         | Немков, Алексей Владимирович     | заместитель командира батальона 118-го гвардейского стрелкового полка | гвардии капитан           | 22.02.1944       |                                   |
|         | Николаев, Александр Петрович     | командир роты 118-го гвардейского стрелкового полка                   | гвардии старший лейтенант | 30.06.1945       |                                   |
|         | Оноприенко, Николай Николаевич   | заместитель по строевой части командира дивизии                       | гвардии полковник         | 29.06.1945       |                                   |
|         | Плющ, Александр Васильевич       | стрелок 118-го гвардейского стрелкового полка                         | гвардии красноармеец      | 15.01.1944       |                                   |
|         | Рахимов Сабир Умар-оглы          | командир дивизии                                                      | гвардии генерал-майор     | 06.05.1965       | посмертно                         |
|         | Шелепов, Пётр Емельянович        | стрелок 109-го гвардейского стрелкового полка                         | гвардии красноармеец      | 29.06.1945       |                                   |
|         | Щетинин, Николай Иванович        | командир роты 109-го гвардейского стрелкового полка                   | гвардии старший лейтенант | 15.01.1944       |                                   |

## Память
- Общеобразовательная школа № 2 города Люберцы носит имя дивизии
- Школа-интернат в городе Волжский носит имя дивизии
- Общеобразовательная школа № 17 города Волгоград носит имя дивизии, там же школьный музей
- Музей Боевой Славы школы № 3 города Уфа[16]